# Gnetales
Die Gnetales sind eine Ordnung der Samenpflanzen (Spermatophytina). Sie sind Nacktsamer (Gymnospermen) und werden aufgrund molekulargenetischer Merkmale derzeit zu den Coniferopsida gestellt. Die Ordnung umfasst 75 Arten in drei Gattungen.

## Beschreibung

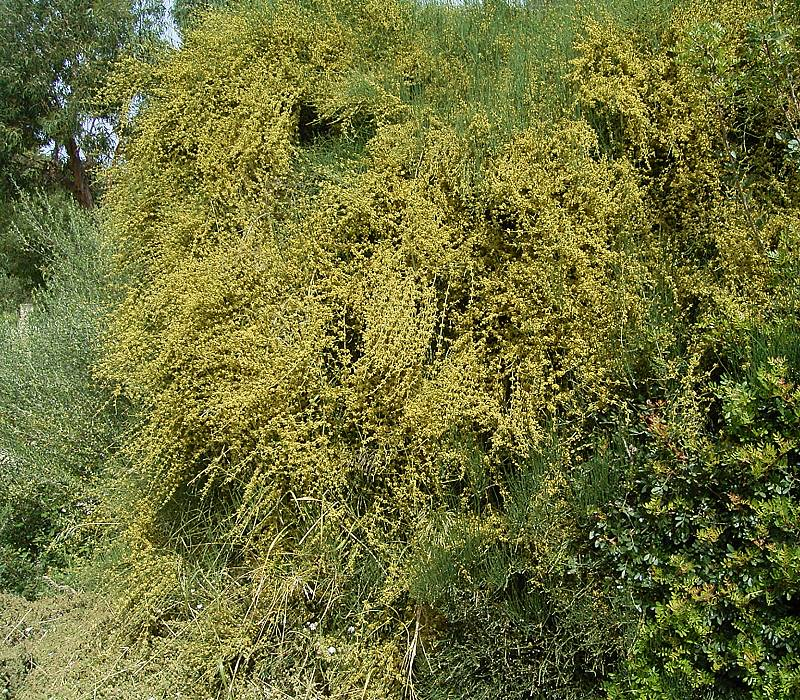
Ephedra fragilis

In einigen Merkmalen ähneln die Gnetophyta den Bedecktsamern (Magnoliopsida), sind aber vermutlich keine Vorläufer derselben. Die Gnetophyta haben einen verholzten Spross, der aber bei Welwitschia unterirdisch verläuft. Das Sekundärholz enthält Gefäße. Die Blätter sind gegenständig oder quirlständig.
Die Blüten sind eingeschlechtig, haben also entweder nur weibliche oder nur männliche Organe. Sie sind zu Blütenständen (Infloreszenzen) zusammengefasst. Die männlichen Blüten verfügen über eine Blütenhülle (Perianth). Die Samen besitzen zwei Keimblätter.

## Systematik
Innerhalb der Gnetales werden drei Familien mit jeweils nur einer Gattung unterschieden:
- Familie Meerträubelgewächse (Ephedraceae Dum.)
  - Gattung Meerträubel (Ephedra Tourn. ex L.): 40 Arten von Sträuchern in Trockengebieten Südamerikas, der Sahara, des Mittelmeerraums und Asiens.

- Familie Gnetaceae Lindl.

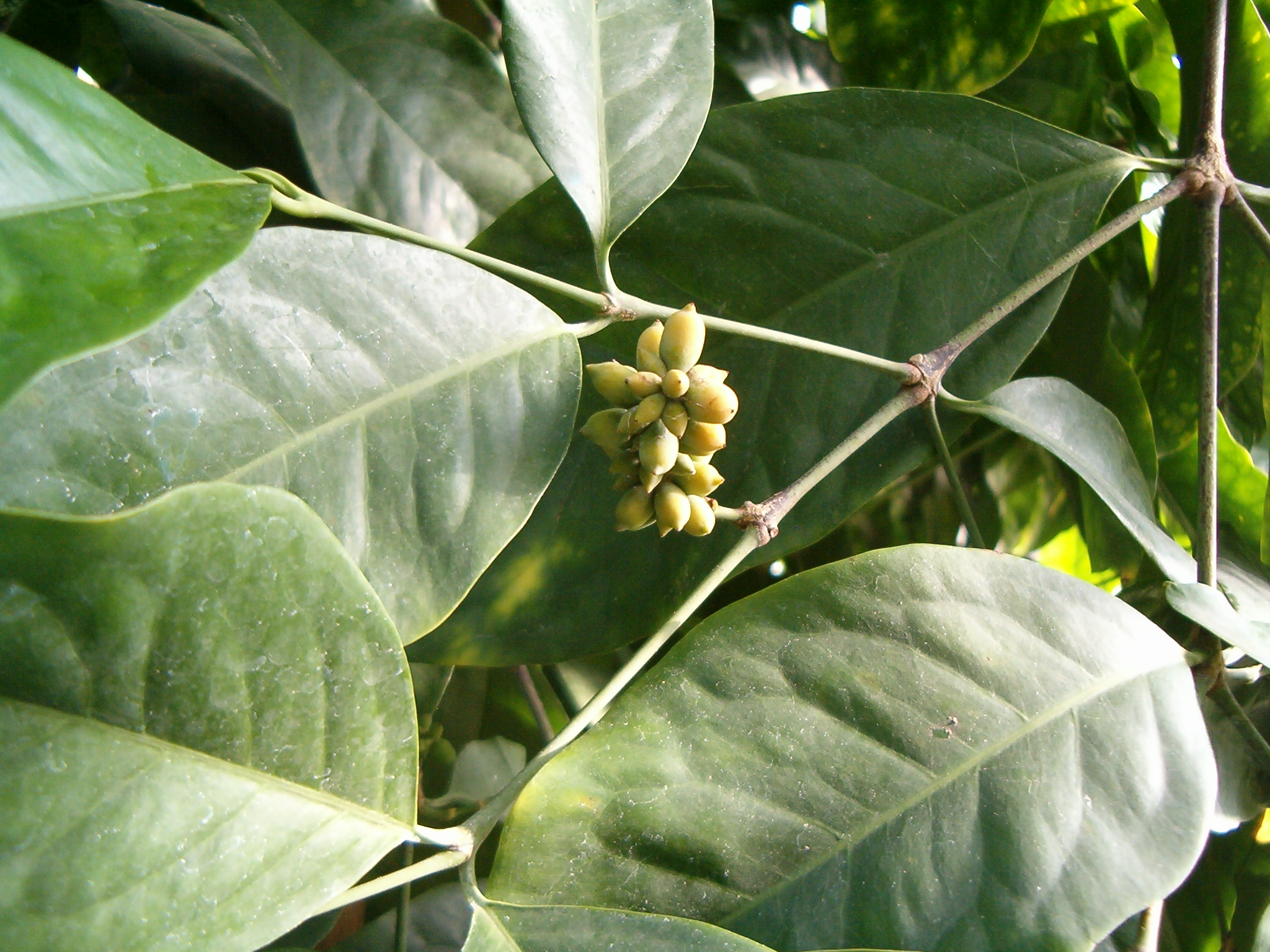
Gnetum gnemon

  - Gattung Gnetum L.: Es gibt 28 bis 40 Arten. Es gibt Lianen, Sträucher oder kleine Bäume in der Neotropis und in der Paläotropis.
- Familie Welwitschiagewächse (Welwitschiaceae Caruel)
  - Gattung Welwitschia Hook. f.: Es gibt nur eine Art.
    - Welwitschie (Welwitschia mirabilis Hook. f.): Namibwüste Namibias und Angolas. Sie bildet nur zwei kontinuierlich wachsende, bandförmige Blätter aus und wird bis zu 2000 Jahre alt. Es wurden 2001 anhand von sechs in Berlin kultivierten Exemplaren zwei Unterarten beschrieben, dies wurde zwar oft zitiert, aber konnte bei Felduntersuchungen nicht bestätigt werden. Es gibt damit weiterhin keine Unterarten.[1]